# Râul Călineasa, Someșul Cald
Râul Călineasa este un curs de apă din Munții Bihor, unul din brațele care formează râul Bătrâna. 